# Château de Laeken
Pour les articles homonymes, voir Laeken (homonymie).
Le château de Laeken (en néerlandais : Kasteel van Laken; en allemand : Schloss Laeken), propriété de la Donation royale, est, sauf sous le règne du roi Albert II, le principal lieu de résidence du souverain belge. Il est situé au nord de Bruxelles, dans le Domaine royal, en face du parc de Laeken, dont le sépare l'avenue du Parc royal. Ses serres, construites sous le règne du roi Léopold II, sont ouvertes au public une vingtaine de jours par an, au printemps. Depuis 2013, il est la résidence officielle du roi Philippe, de son épouse la reine Mathilde et de leurs quatre enfants. Le roi Philippe exerce ses fonctions officielles au palais royal de Bruxelles, où il accorde notamment ses audiences.

## Histoire

### XVIIIesiècle

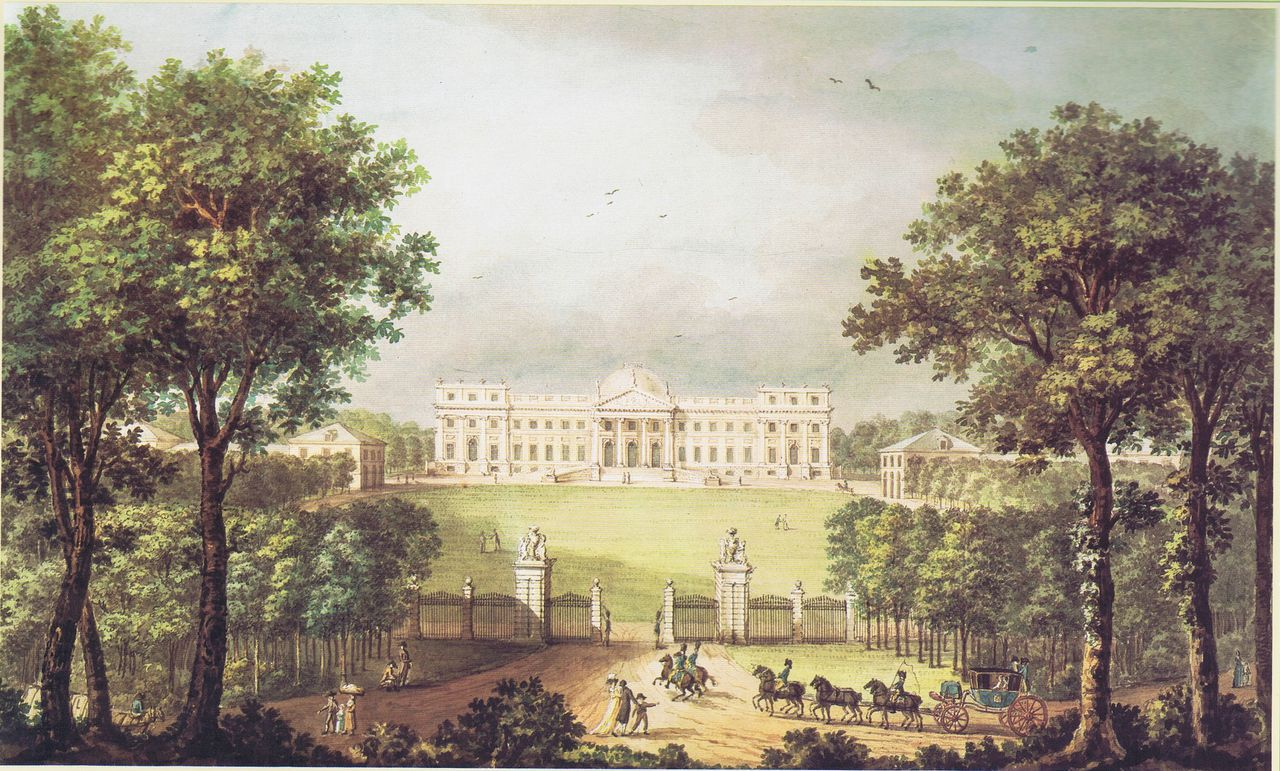
Château du Schonenberg au XVIIIe siècle.

En 1782, les gouverneurs généraux des Pays-Bas autrichiens, le duc Albert de Saxe-Teschen et son épouse, l'archiduchesse Marie-Christine d'Autriche, charmés par la beauté du site, firent l'acquisition du domaine de Schoonenberg afin de leur servir d'habitation de plaisance, l'ancienne résidence de Tervueren ayant été détruite par décret de l’empereur Joseph II. Le château fut construit entre 1782 et 1784 d’après les plans de l’architecte Charles De Wailly sous la supervision de Louis Montoyer. Pendant la construction du château, Albert et son épouse passèrent quelques étés dans l'ancien manoir seigneurial qui se dressait sur la propriété, 't Groothof. 
Lorsque les Pays-Bas autrichiens passèrent sous régime français en 1794, le château fut laissé à l'abandon et faillit disparaître. Les propriétés de la famille impériale d'Autriche ayant été aliénées par le traité de Lunéville, le château fut vendu par lots à des spéculateurs qui souhaitaient le démolir pour en vendre les matériaux.

### XIXesiècle

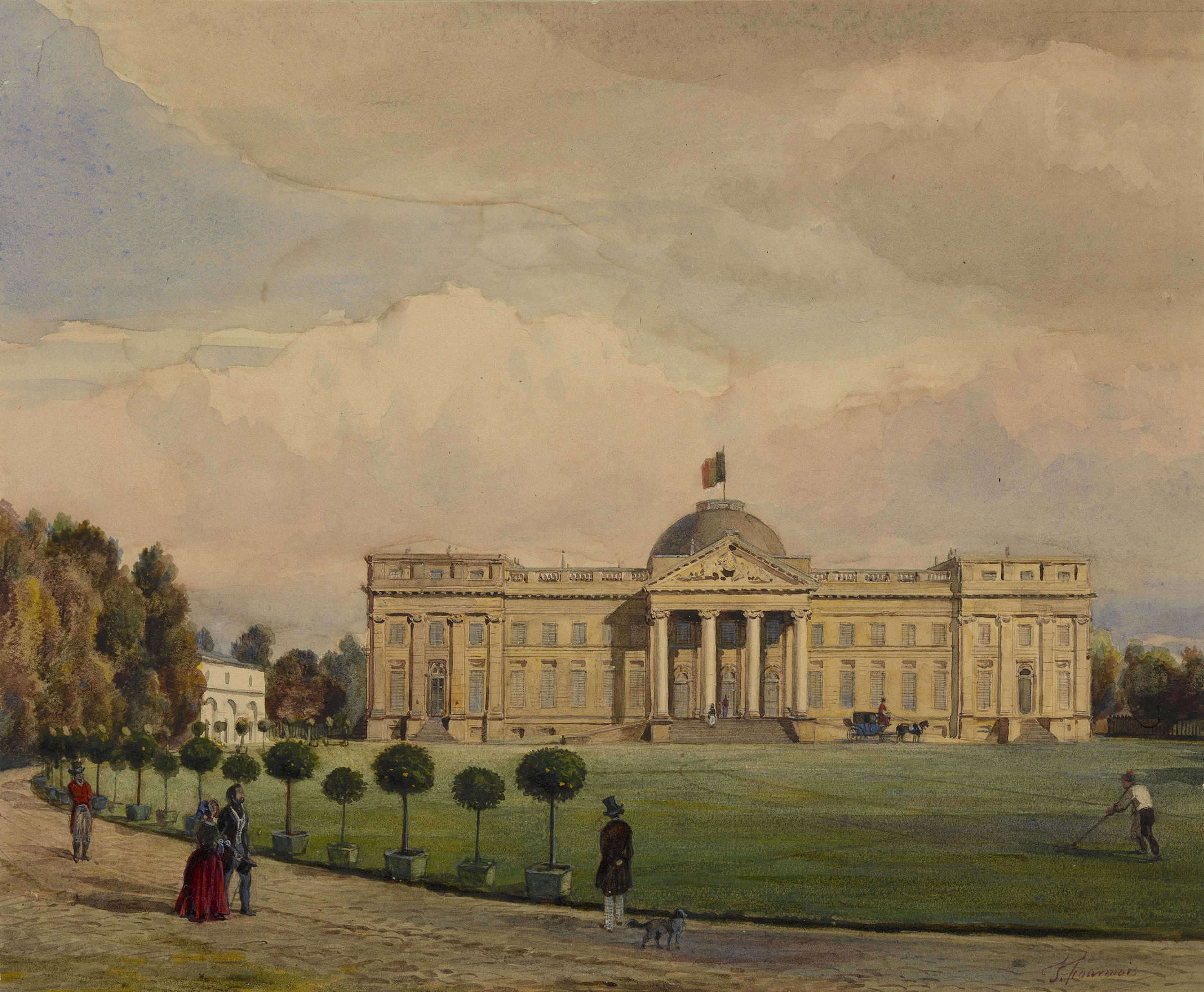
Façade principale du château vers 1843 par Théodore Fourmois.

Le château fut sauvé de justesse par Napoléon Bonaparte, qui fit racheter le domaine par le département de la Dyle en 1803, afin d'en faire une résidence. Il chargea l'architecte de la ville de Bruxelles, Ghislain-Joseph Henry, de mener des travaux d’aménagement. Devenu empereur, il y vint plusieurs fois.
En 1812, Napoléon offrit le château à sa première épouse, Joséphine de Beauharnais, en compensation du palais de l'Élysée qu'elle occupait alors et qu'il souhaitait récupérer. Bien qu'elle ait imaginé des plans pour l'embellissement du domaine, Joséphine n'y séjourna jamais.

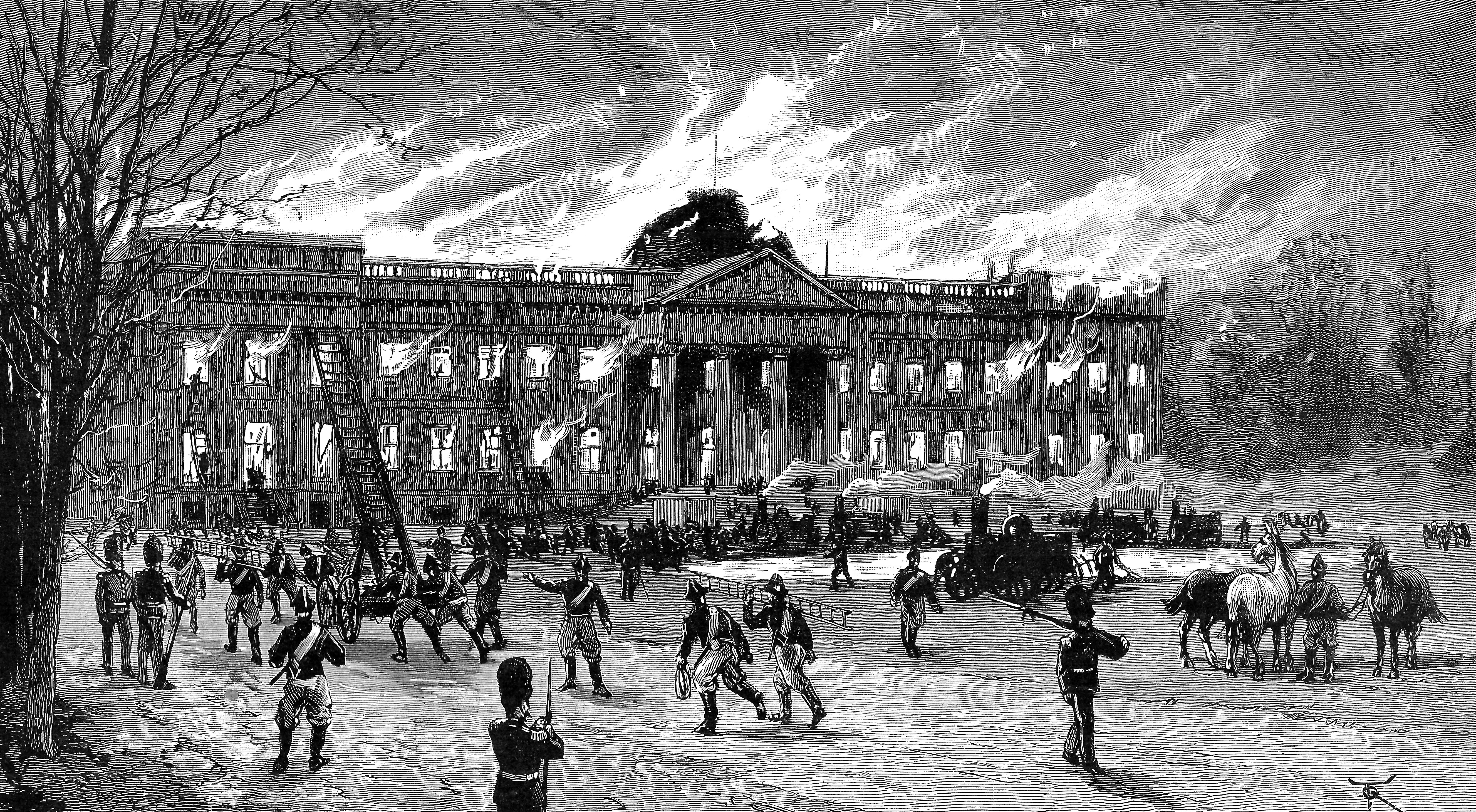
Incendie du château le 1 janvier 1890.

Après la création du royaume des Pays-Bas en 1815, il fit partie de la dotation du roi Guillaume Ier. Ce dernier fit construire une orangerie et un théâtre qui fut englobé dans les constructions ultérieures. Il fit également démolir l'ancien manoir 't Groothof. En 1831, le château devint la résidence des souverains belges. Tant Guillaume que le premier roi des Belges, Léopold Ier, conservèrent l'aménagement du palais tel qu'il avait été conçu par Napoléon.
En 1873, l’architecte Alphonse Balat conçoit, pour le roi Léopold II, grand amateur de plantes et de fleurs (particulièrement les camélias dont il rapportait régulièrement de nouvelles variétés lors de ses voyages), un complexe de serres en relation avec le château de Laeken.
En 1884, une ligne du théâtrophone de Clément Ader est établie avec le théâtre royal de la Monnaie, permettant d'écouter les spectacles à distance.
Le 1er janvier 1890, pendant la réception du nouvel an, le château fut la proie d'un violent incendie, qui causa des dommages considérables : l'aile nord et la coupole furent dévastées. Léopold II confia la restauration du palais à l'architecte Alphonse Balat, qui reconstruisit la coupole, remplaçant la structure en bois par une structure métallique, puis ajouta de chaque côté du château deux pavillons octogonaux reliés à la partie centrale par des galeries vitrées. Ces modifications déplurent au souverain, qui parlait ironiquement des deux pavillons comme « les oreilles d'âne de Monsieur Balat ».

### Depuis leXXesiècle

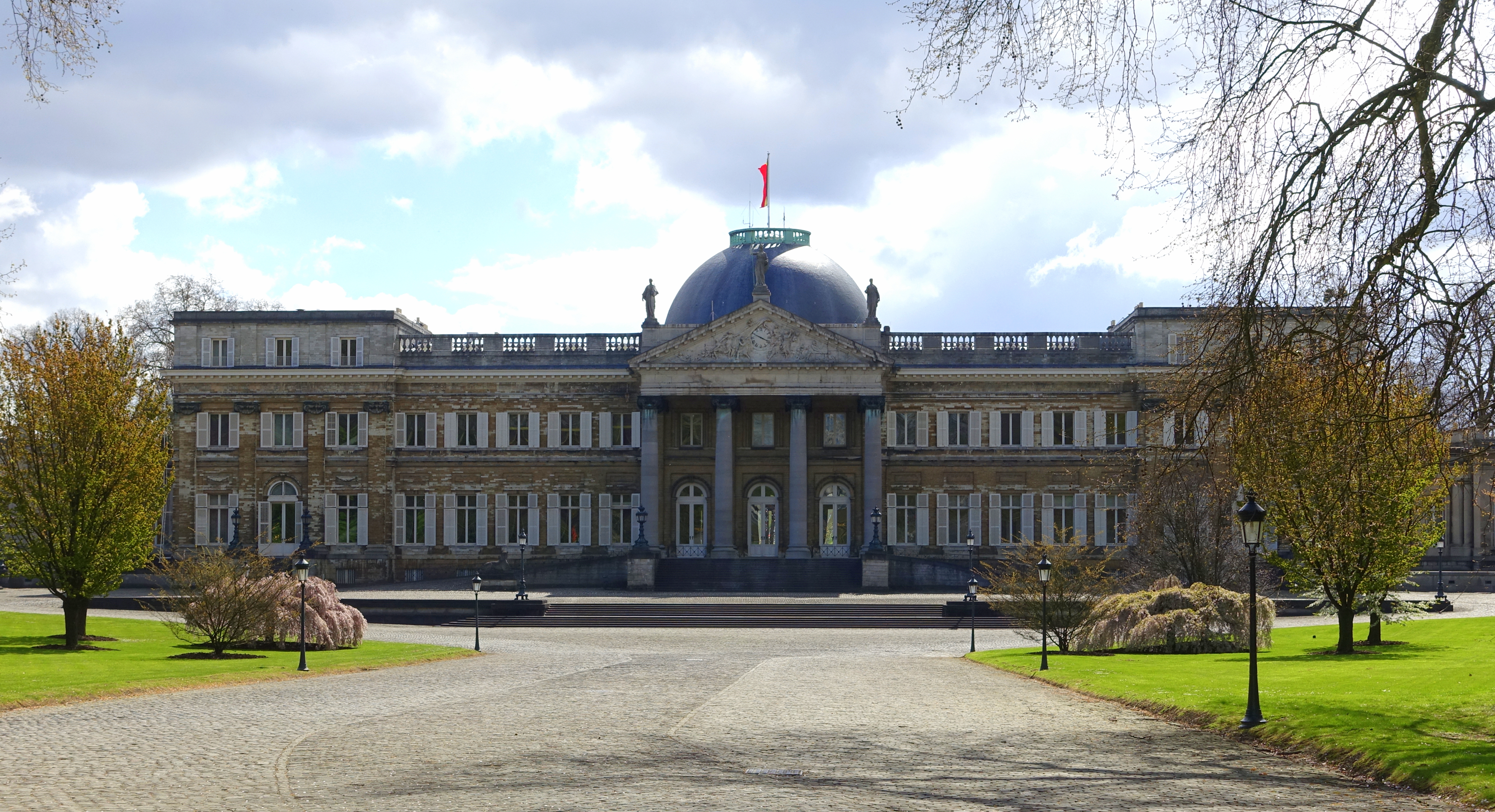
La façade du château de Laeken.

En 1902, Léopold II, qui souhaitait faire du château un véritable « Palais de la Nation » destiné aux congrès et réceptions publiques, fit appel à l'architecte français Charles Girault pour construire deux nouvelles ailes monumentales formant un U avec la façade principale. 
Du côté droit se trouvait le « logis du Roi », comprenant une bibliothèque, un grand salon et une chambre à coucher, prolongé par une longue galerie, sur laquelle s'ouvraient en hors-d'œuvre une chapelle et un manège. La construction de cette aile impliqua la démolition de la caserne des grenadiers attenante au palais. Du côté gauche se trouvait le « logis des étrangers », comprenant des salons de réception, une salle de banquet, un foyer pour le théâtre construit par Guillaume Ier, ainsi qu'une longue galerie donnant accès à une gare de chemin de fer. 
Ces gigantesques travaux, qui débutèrent en 1902, occupaient en 1904 700 maçons et tailleurs de pierre, 150 chevaux et 7 grues à vapeur. 
Le chantier fut une source d'irritation permanente pour Léopold II, d'abord par sa lenteur, imputable à l'entreprise qui en était chargée, ensuite pour des raisons financières. Lorsque la Fondation de la Couronne, par le biais de laquelle le souverain finançait les travaux, fut supprimée, il fut entendu que l'on créerait un fonds Léopold II, dont neuf millions de francs seraient affectés au château de Laeken. Cette somme était insuffisante pour mener à bien tous les travaux prévus. Pour toutes ces raisons, le chantier fut interrompu en 1906, puis repris en mars 1909 et à nouveau arrêté à la mort de Léopold II le 17 décembre de la même année. 
De son vivant, Léopold II ne se faisait guère d'illusions sur l'intérêt que son neveu, l'économe prince Albert, qui devait lui succéder, portait aux travaux. Lorsque Charles Girault lui proposa de concevoir une chambre à coucher comme celle de Louis XIV, Léopold lui répondit : « Je touche au terme de ma carrière, et mon successeur dort dans la même chambre que sa femme. ».
Léopold II fit également agrandir le domaine tout autour du château. Celui-ci avait hérité d'un domaine de 78 ha mais a laissé un domaine de plus de 200 ha. L'extension se fit notamment aux dépens des hameaux de Hoogleest (dont la superficie subsistante a été intégrée au hameau de Mutsaard) et de Neerleest (qui fut intégralement détruit) pour permettre cette extension. 
De 1940 à 1944, le roi Léopold III fut interné au château de Laeken par l'occupant allemand. Le 7 juin 1944, le roi fut déporté en Allemagne. Après la guerre, la question royale domina la vie politique belge durant six années, pendant lesquelles le frère du roi, le régent Charles habita les lieux tout en exerçant son activité politique au palais de Bruxelles jusqu'à l'abdication de Léopold III et l'accession au trône du prince Baudouin. 
On se trouva devant une situation inédite : la présence en Belgique d'un souverain et d'un ancien souverain, qui cohabitaient au château de Laeken. Cette situation indisposait les milieux politiques qui craignaient que Léopold et sa seconde épouse, la princesse Lilian de Réthy, n'exercent une influence politique sur le jeune roi. Ils souhaitaient donc que Léopold quittât le palais de Laeken, une idée qui n'aurait sans doute pas eu l'agrément du jeune roi Baudouin. La situation perdura donc. Il semble que la princesse Lilian ait émis le souhait de voir bâtir dans le domaine royal un deuxième palais, une idée qui fut complètement abandonnée en 1959. Gaston Eyskens fit alors part à Léopold III du souhait des grands partis politiques de le voir quitter Laeken. Le choix d'une nouvelle résidence se porta sur le château d'Argenteuil. Il fallut cependant attendre le mariage du roi Baudouin avant que Léopold III et sa famille déménagent en décembre 1960.
Le château de Laeken continua à servir de lieu de résidence à certains membres de la famille royale. 
De retour de cinq ans d'exil qu'il avait passé en Suisse avec son père, le jeune roi Baudouin y vécut tout au long de son règne (1951-1993). Sa veuve, la reine Fabiola, y resta jusqu'en 1998 avant de s'installer au château du Stuyvenberg. 
Le roi Albert II a conservé la résidence qu'il occupait avant son accession au trône, le château du Belvédère, situé en face du château de Laeken.
Le roi Philippe, la reine Mathilde et leurs quatre enfants (Élisabeth, Gabriel, Emmanuel et Éléonore) occupent depuis 1999 les appartements privés du premier étage.
Le château et les serres de Laeken servent de lieu à diverses réceptions offertes par les souverains. C'est également là qu'a eu lieu la soirée de fiançailles du roi Philippe alors duc de Brabant et de Mathilde d'Udekem d'Acoz en 1999 et le Sommet européen de Laeken en 2001 réunissant les très nombreux chefs d'État et de gouvernement de l'Union européenne.

## Description architecturale
Le palais est un édifice de style néo-classique. C'est un quadrilatère d'environ 90 mètres de long flanqué d'un perron, que gravissent un escalier central et deux rampes latérales. Chaque rampe est décorée d'un sphinx à tête de femme sculpté par Godefroid Devreese. Les originaux dus à Gilles-Lambert Godecharle ont disparu sous le régime français. L'avant-corps se compose de quatre grandes colonnes ioniques, supportant un fronton, dont le tympan est orné d'un bas-relief de Godecharle : Le temps qui préside aux heures, aux parties du jour et au retour des saisons. 
On accède à l'intérieur par un grand vestibule orné d'un côté d'une statue de la Victoire due au ciseau de Godecharle et de l'autre d'un escalier monumental conduisant au seul étage. Au-delà du vestibule se trouve la « salle du dôme », un grand salon circulaire avec ses douze colonnes corinthiennes et autant de portes et de fenêtres surmontées de bas-reliefs également dus à Godecharle, correspondant aux douze mois de l'année. De part et d'autre de cette salle s'ouvrent du côté de l'aile sud une salle à manger Louis XVI et de l'autre côté la « salle du trône ». Les dessus-de-portes de ces salles sont ornés de bas-reliefs de Godecharle.

## Lieu de tournage
Plusieurs séquences ont été tournées au château dans le cadre d'un documentaire consacré à la reine Élisabeth en Bavière, intitulé Élisabeth, la drôle de Reine de Belgique, diffusé dans le cadre de l'émission Secrets d'Histoire.

## Galerie

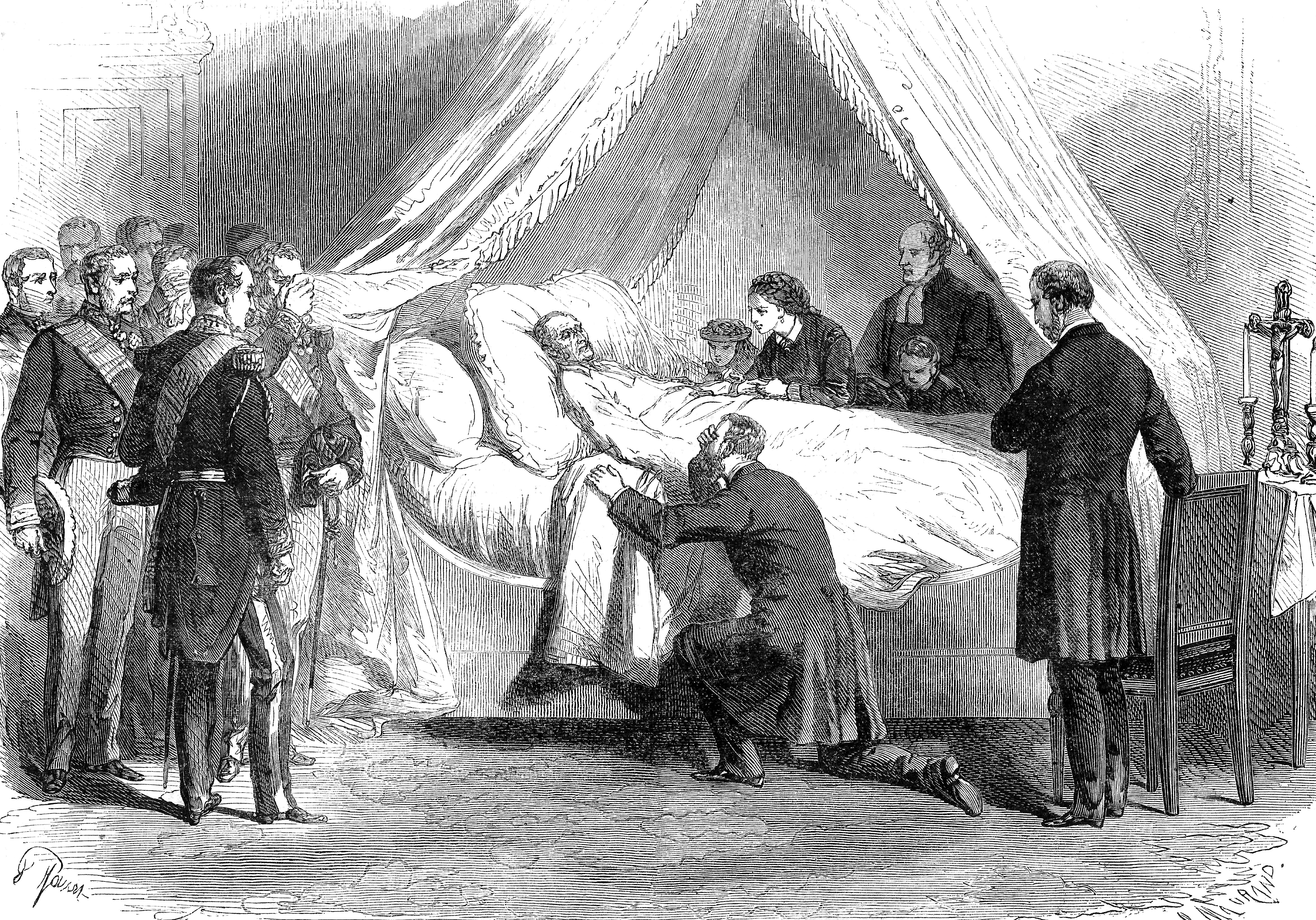
Mort du roi Léopold Ier au château de Laeken le 10 décembre 1865 dans la petite chambre des Gobelins (par Gustave Janet).
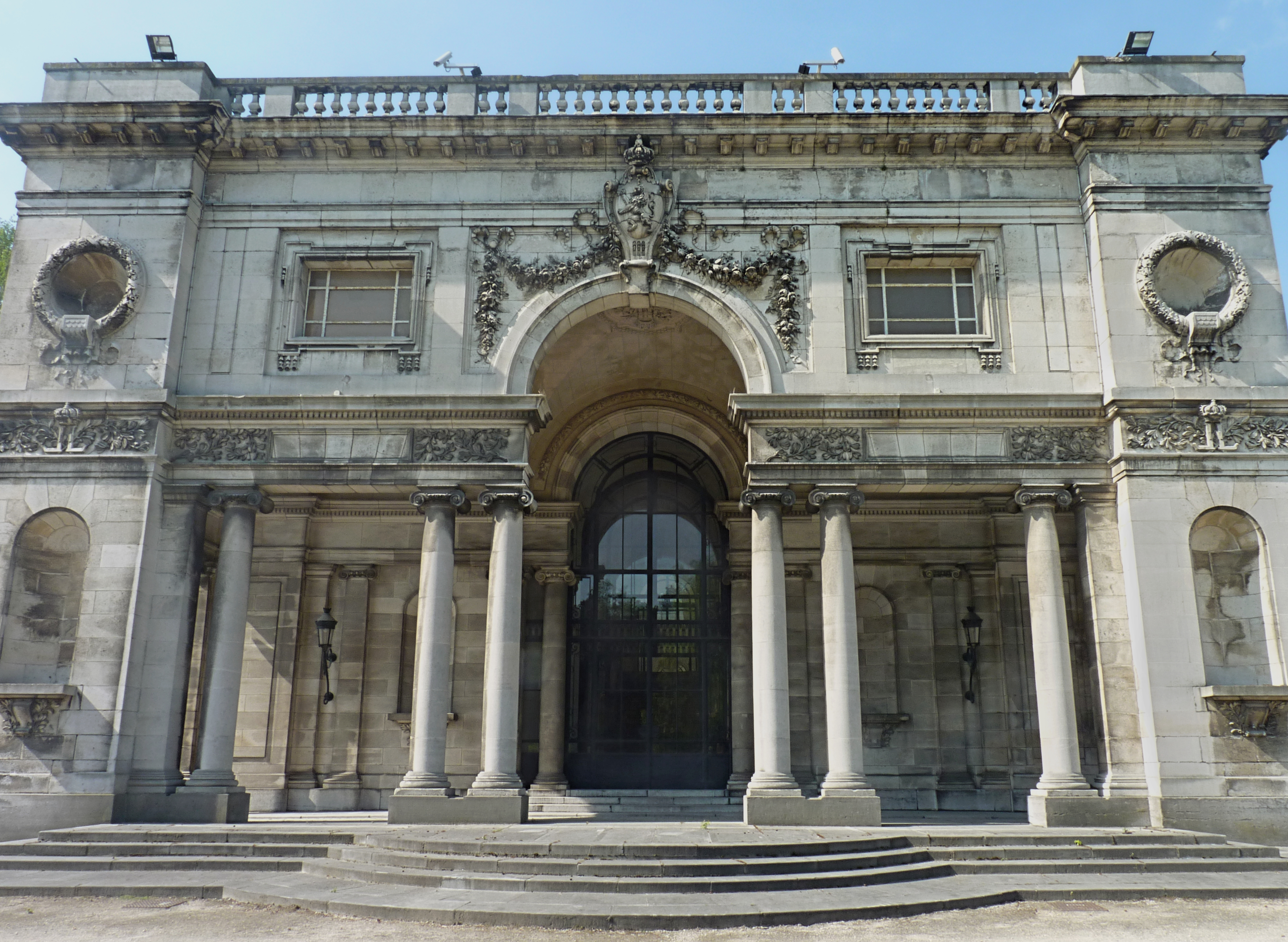
Aile construite par Leopold II.
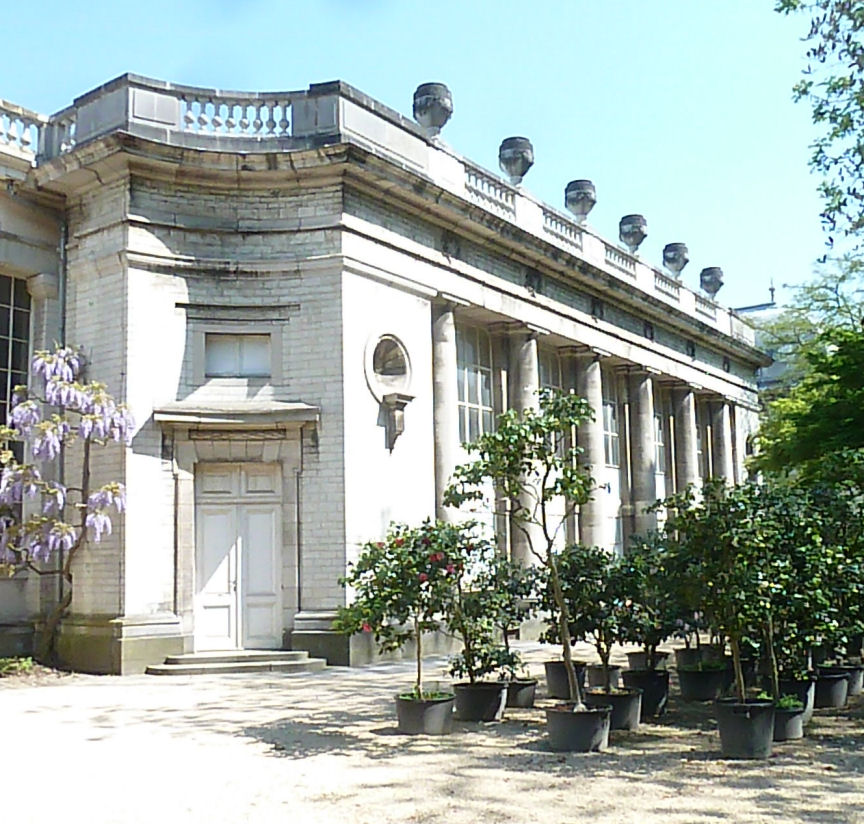
Orangerie de Léopold II.
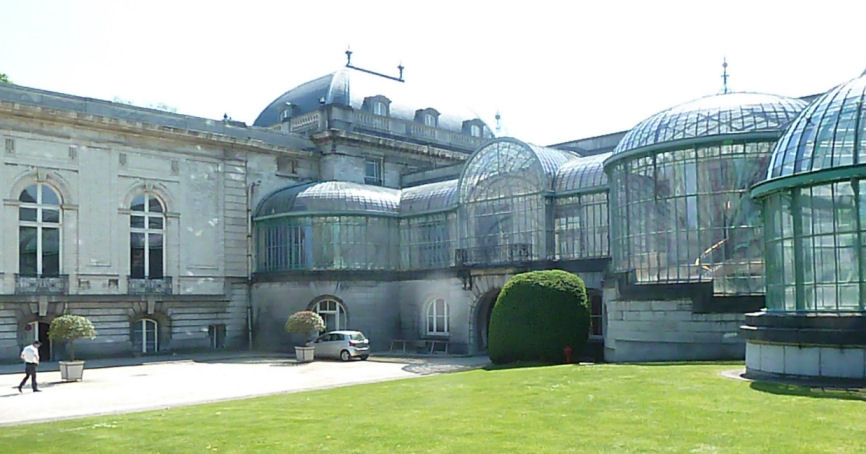
Aile gauche avec les serres royales.